# الکسا اینترنت
الکسا (به انگلیسی: Alexa) یکی از شرکت‌های تابعهٔ شرکت آمازون، یک وبگاه آنالیزکننده ترافیک وب واقع در سان فراسیسکو بود. الکسا در آوریل سال ۱۹۹۶ کار خود را آغاز کرد و روز به روز دامنه خدمات و فعالیت خود در سطح اینترنت را گسترش داد و قبلاً به عنوان یک منبع مفید از داده‌های وبگاه‌های اینترنتی شناخته می‌شد. رتبه الکسا بعد از پیج‌رنک گوگل، برای صاحبان وب‌سایت‌ها اهمیت زیادی داشت.
این شرکت در تاریخ ۱ مه ۲۰۲۲ تعطیل شد.

## تاریخچه
وب‌سایت الکسا در سال ۱۹۹۶ توسط دو کارآفرین وب، به نام‌های بروستر کیل و بروس جلیت تأسیس شد. نام این وب‌سایت برای ادای احترام به کتابخانه اسکندریه مصر، به عنوان یکی از بزرگ‌ترین محل‌های دانش و با نظر به اینکه دنیای اینترنت قابلیت تبدیل شدن به چنین محلی را دارد، انتخاب شد.
این شرکت دارای نوار ابزاری بود که می‌توانست به کاربرانش اعلام کند تا بعد از صفحه در حال مشاهده به چه صفحه وبی بروند که این پیشنهاد بر اساس آنالیز ترافیک کاربر بود. همچنین الکسا برای مدیران وب‌سایت‌ها امکانات فراوانی نظیر نمایش تعداد بازدیدکننده، بازدید کل، لینک‌های ورودی، میانگین زمان حضور، تعداد صفحات بازدیدی هر کاربر، ورودی از موتورهای جستجو و .. … را به صورت رایگان داشت. همچنین الکسا با ارائه نمودارهایی در زمینه موارد ذکر شده در طول بازه‌های زمانی مختلف ۱ روزه تا ۲ ساله به مدیریت وب‌سایت‌ها کمک می‌کرد تا آنالیز و بررسی دقیقی از وب‌سایت خود داشته باشند.
الکسا از طریق مرورگر کاربرانی که دارای تولبار الکسا بودند، آمار آن‌ها را به دست می‌آورد. در سال ۱۹۹۸ این شرکت، نسخه‌ای ۲ ترابایتی از اطلاعات دنیای وب را به کتابخانهٔ Library of Congress تحویل داد. در سال ۱۹۹۹ الکسا با ارزش ۲۵۰ میلیون دلار آمریکا توسط آمازون خریداری شد. آمازون، الکسا را برخلاف آنچه که در ابتدا بود به موتور جستجو هوشمند تبدیل کرد. در اوایل سال ۲۰۰۲، الکسا به همکاری با گوگل روی آورد و در ژانویه ۲۰۰۳ نیز با شرکت Open Directory Project قرارداد همکاری بست. در مه ۲۰۰۶، آمازون نتایج جستجو در الکسا را از طریق گوگل به نمایش گذاشت. در دسامبر ۲۰۰۶، بخش جستجوی عکس الکسا راه‌اندازی شد. در ۲۷ نوامبر ۲۰۰۸، الکسا اعلام کرد با توجه به اینکه موتور جستجوی این سایت مناسب نبوده‌است، سرویس را قطع خواهد کرد؛ که این اتفاق در ۲۹ ژانویه ۲۰۰۹ رخ داد و پس از آن تیم شرکت به‌طور تخصصی به رتبه‌بندی سایت‌ها اقدام کرد.

## وبگاه الکسا
خدمات وبگاه الکسا را می‌توان در ۵ دسته اصلی دسته‌بندی نمود:
- وبگاه‌های برتر:

در این قسمت وبگاه‌های پربازدید نمایش داده می‌شد. برای نمایش وبگاه‌های پربازدید از ۳ نوع فیلتر استفاده می‌شد: جهانی، کشوری و بر پایه موضوع خاص
- مشخصات وبگاه (Site Info):

الکسا طیف گسترده‌ای از داده‌های دقیق برای هر وبگاه را دارا بود.
- واتز هات (What’s Hot):

این قسمت صفحات معروف اینترنت را نشان می‌داد و هر ۵ دقیقه به روز می‌شد.
- نوارابزار الکسا (The Alexa Toolbar):

نوارابزار شناخته‌شده الکسا که تمام خدمات وبگاه الکسا را به راحتی در اختیار می‌گذاشت.
- برای دارندگان وبگاه (For Site Owners):

در این قسمت صاحبان وبگاه‌ها می‌توانستند داده‌های وبگاه خود را در الکسا وارد نمایند یا ویرایش کنند. مهم‌ترین قسمت این وبگاه رتبه‌بندی وبگاه‌ها بر اساس میزان بازدید بود. در این رتبه‌بندی تنها تعداد بازدید از یک وبگاه تعیین‌کننده بود.

## رتبه الکسا
رنک الکسا عددی بود که این سایت برای رتبه سایت‌ها نشان می‌داد؛ که بر اساس ترافیک، نمایش سایت در نتایج جستجو و سنجش میزان محبوبیت سایت توسط این سایت تخمین زده می‌شد. هر چه این عدد کمتر می‌بود، پرترافیک بودن و مقبول‌تر بودن سایت در نزد بینندگان را نشان می‌داد.
برای بررسی رتبه الکسا به دو روش مرسوم عمل می‌شد:
1. بررسی رتبه توسط سایت الکسا
2. بررسی رتبه توسط افزونه الکسا

## الکسا برای سئو
یکی از ابزارهای کاربردی در زمینه بهینه‌سازی موتورهای جستجو، الکسا بود که با ابزار آن امکان بهینه‌سازی صفحات و تحلیل آنها با رقبا وجود داشت.
ابزار مربوط تقریباً تمام عوامل مهم در رتبه‌بندی سایت و صفحات را بررسی می‌کرد.

## تعطیلی

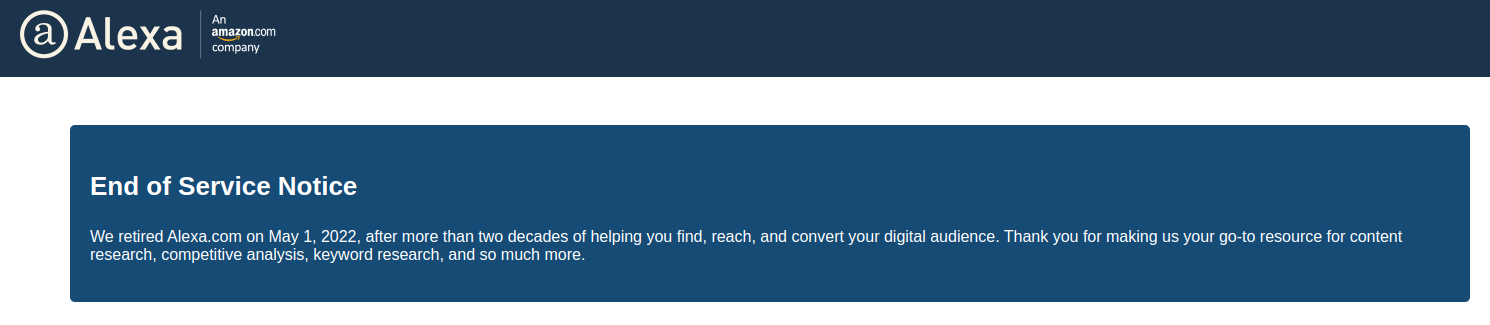
پیامی از طرف شرکت امازون که اعلام کرد فعالیت الکسا را به اتمام میرساند

در دسامبر ۲۰۲۱، آمازون اعلام کرد که سرویس اینترنتی الکسا خود را تعطیل خواهد کرد. سپس این سرویس در ۱ مه ۲۰۲۲ متوقف شد.
الکسا دربارهٔ این تصمیم توضیحی نداد و صرفاً با تشکر از مشترکان و مخاطبان، تصمیم به تعطیلی را یک تصمیم دشوار دانست.